# Fataneh
Fataneh Soleimani, en persan : فتانه سلیمانی, née le 3 avril 1956 (14 favardin 1335 du calendrier persan) à Téhéran est une chanteuse pop iranienne. Elle a commencé à chanter au début des années 1970 et, après la révolution de 1979, elle a émigré à Los Angeles.
Fataneh était l'une des chanteuses les plus actives des années 80 et 90. De sorte qu'elle est l'une des chanteuses iraniennes les plus populaires. Fataneh a été absente de la scène pendant plusieurs années. Puis elle s'est installée à Londres où elle a donné plusieurs concerts. Elle a de nouveau publié un album (Bavaram Kon ou Believe me) en 2002. Depuis 2016, elle a publié plusieurs singles.
Elle a joué dans le film Djinn sorti en 2008. Mais on prendra garde de ne pas la confondre avec une autre actrice nommée Fataneh, qui a joué dans Mashadi Ibad en 1956.

## Namehraboon
Nameharboun, sur l'album Gol va atash, est l'une des chansons les plus connues de Fataneh. Les paroles de Nameharabon sont de Bijan Samandar (en) et la musique est composée par Hassan Shamaizadeh. Nameharboun parle d'une relation amoureuse malsaine, qui peut être considérée comme le modèle d'une relation toxique.

## Albums
- Tafsir, Caltex records, 1988.
- Gol Va Atash, Taraneh Records (en), 1990.
- Sang, Taraneh, 1991.
- Havar havar, Pars video, 1992.
- Gonah, 1992.
- Sallar, Taraneh, 1993.
- Koli, Caltex records, 1994.
- Ghanariha, Taraneh, 1995.
- Believe me (Bavaram Kon), 2002.

## Singles
- Aziztarin, Avang music, 2016.
- Del Sang, Avang music, 2018.
- Vase Eneh, Taraneh Enterprises, 2021.